# Reggie Workman
Reginald David Workman (Philadelphia, 26 juni 1937) is een Amerikaanse jazzcontrabassist.

## Biografie
Workman kreeg als kind pianoles en leerde op de middelbare school eerst tuba, voordat hij koos voor de contrabas. Hij speelde vervolgens bij Al Grey, daarna in r&b-bands. Daarna ging hij naar New York, waar hij werkte met Lee Morgan. Daarna werkte hij voor Jackie McLean, Kenny Dorham, Gigi Gryce (1958/59), Red Garland (1959), Roy Haynes en John Coltrane (Africa/Brass 1960/61). Daarna was hij lid van de band van James Moody, voordat hij van 1962 tot 1964 (Free for All) speelde bij de Jazz Messengers van Art Blakey en met hen ook ging op een Japan en Europatournee. Vervolgens was hij lid van de bands van Al Heath, Yusef Lateef (1965), Herbie Mann (1966) en Thelonious Monk (1967). Hij nam bovendien op met muzikanten als Eric Dolphy, Elvin Jones, Freddie Hubbard, Wayne Shorter (JuJu, 1964 en Adam's Apple, 1966), Lee Morgan (Search for the New Land, 1964), Bill Dixon, Roy Ayers, Archie Shepp, Andrew Hill, Gary Bartz, Pharoah Sanders (Karma, 1969) en Bobby Hutcherson en hij voegde zich bij het New York Jazz Quartet en het Jazz Composer's Orchestra. Begin jaren 1970 voltooide hij een universitaire studie en speelde hij in de bands van Alice Coltrane, Charles Tolliver en Max Roach. Vervolgens werkte hij voor Babatunde Olatunji's Center for African Cultures.
Sinds 1987 is hij professor aan de New School for Social Research. Daarnaast onderhield hij verder muzikale projecten, waarmee hij ook opnam, zoals Duet met Dee Dee Bridgewater, Super Jazz Trio met Tommy Flanagan en Joe Chambers en Images met Marilyn Crispell, Don Byron, Gerry Hemingway en Jeanne Lee. Onder de opnamen uit de jaren 1960 moeten vooral de cd's met Mal Waldron worden vermeld, die deels in Europa ontstonden. Hij is ook vast lid van de formatie Trio 3 met Oliver Lake en Andrew Cyrille, die steeds weer gastmuzikanten uitnodigden en cd's uitbrachten.
Bovendien speelde Workman met muzikanten van verschillende stijlrichtingen zoals Aki Takase, Marion Brown, Horace Tapscott, Hank Jones, Frank Wess, Edward Vesala, Derek Bailey en Living Colour. Onder zijn eigen naam verschenen slechts weinig platen.
Zijn dochter is de celliste Nioka Workman.

## Discografie
- ????: Conversation (Denon)
- ????: The Works of Workman (Denon)
- 1986: Synthesis (Leo Records)
- 1989: Images (Music & Arts)
- ????: Live in San Francisco (Music & Arts)
- 1992: Altered Spaces (Leo)
- 1993: Summit Conference (Postcards)
- 1995: Cerebral Caverns (Postcards)